# OCaml
OCaml è un avanzato linguaggio di programmazione appartenente alla famiglia di linguaggi di programmazione ML. È sviluppato e distribuito come software open source dalla 
INRIA.
O'Caml è stato creato nel 1996 come successore del CAML. Tra i suoi autori si ricordano Xavier Leroy, Jerome Vouillon e Damien Doligez.
La sigla CAML originariamente derivava da Categorical Abstract Machine Language, mentre la O iniziale è stata aggiunta per sottolineare l'estensione ad oggetti del nuovo linguaggio.
O'Caml condivide le caratteristiche dei linguaggi funzionali e di quelli imperativi, ma contiene elementi di programmazione orientata agli oggetti e alcune differenze sintattiche.

## Caratteristiche
OCaml si distingue dagli altri linguaggi della famiglia ML per le prestazioni. Il sistema di runtime è stato progettato per essere veloce, efficiente ed avere poche richieste di memoria. O'Caml fornisce un compilatore in bytecode, un interprete a riga di comando e un compilatore di codice nativo ottimizzato. Il codice generato dal compilatore nativo è tipicamente paragonabile al C/C++ nell'efficienza algoritmica.
Caratteristiche molto potenti del linguaggio sono un sistema di tipi statico, la deduzione del tipo delle variabili, il polimorfismo parametrico, la tail recursion, il pattern matching,
le first class lexical closures, l'uso dei functors (parametric modules), la gestione delle eccezioni, e un garbage collection incrementale. È anche molto conciso nella sintassi. Il sistema ad oggetti fornisce ereditarietà multipla, costruzione diretta di oggetti (specificando i metodi che sono unici per quell'oggetto) o da classi, e structural subtyping (oggetti sono di tipo compatibile se i loro metodi sono compatibili, a prescindere da cosa siano derivati).
Le caratteristiche di OCaml sono bilanciate tra l'espressività e le nuove caratteristiche da una parte e la facilità di interfacciamento con sistemi e librerie preesistenti dall'altra. OCaml contiene il supporto per funzioni comuni ad altri linguaggi, come printf e per interfacce esterne che permettono un facile linking con primitive C, incluso il supporto per la gestione efficiente di array di numeri in un formato compatibile sia con il C/C++ che con il Fortran.
Il software fornito a corredo di OCaml prevede un potente preprocessore (che permette estensioni sintattiche), un debugger (che permette l'analisi a ritroso degli errori), un generatore di documentazione, un profiler e altre numerose librerie di uso comune. Il compilatore è disponibile per un numero di piattaforme elevato, incluso Unix, Windows e Macintosh, con la possibilità di generare codice nativo per tutte le principali architetture (IA-32, PowerPC, AMD64, SPARC, IA-64, Alpha, HP-PA, MIPS, StrongARM), fornendo così una buona portabilità.

## Uso
OCaml è usato in un gran numero di applicazioni, che includono sistemi per provare teoremi e per analizzare programmi. È usato anche in applicazioni come MLDonkey (un popolare programma P2P che supporta numerosi protocolli) e Unison File Synchronizer.
Programmi scritti in OCaml hanno vinto ripetutamente il 
ICFP programming contest.

## Esempi di codice

### Hello, world!
Il seguente esempio stampa il testo "Hello world".
```
let
 
main
 
()
 
=

   
print_endline
 
"Hello World"
;;

```

il codice può essere compilato in un codice di tipo bytecode eseguibile:
```
$ ocamlc hello.ml -o hello
```

o compilato in un codice ottimizzato per l'architettura in uso:
```
$ ocamlopt hello.ml -o hello
```

il tutto può essere eseguito tramite:
```
$ ./hello
```

### Somma di una lista di interi
Le liste sono uno dei tipi fondamentali in OCaml, il seguente codice spiega come eseguire la somma in maniera ricorsiva di una lista di interi.
La funzione sum scorre sequenzialmente tutti gli elementi della lista data in input col parametro lst, ne restituisce la somma sotto forma di intero.
```
let
 
rec
 
sum
 
=
 
function

  
|
 
[]
 
->
 
0

  
|
 
x
::
xs
 
->
 
x
 
+
 
sum
 
xs
;;

```

```
# sum [1;2;3;4;5];;
- : int = 15
```

### Fattoriale
```
let
 
rec
 
fact
 
=
 
function

   
|
 
0
 
->
 
1

   
|
 
n
 
->
 
n
 
*
 
fact
 
(
n
 
-
 
1
);;

```

### 99 bottiglie di birra
```
open
 
Printf
 
 

let
 
bottiglie
 
=
 
function

  
|
 
0
 
->
 
"non c'e' nessuna bottiglia di birra"

  
|
 
1
 
->
 
"c'e' una bottiglia di birra"

  
|
 
n
 
->
 
sprintf
 
"ci sono %d bottiglie di birra"
 
n

 

let
 
verso
 
n
 
=

  
let
 
corrente
 
=
 
bottiglie
 
n
 
and
 
prossimo
 
=
 
bottiglie
 
(
n
 
-
 
1
)
 
in

  
let
 
primaLinea
 
=
 
sprintf
 
"%s sulla parete, %s.
\n
"
 
corrente
 
corrente
 
in

  
let
 
secondaLinea
 
=
 
"Prendine una, passala in giro,
\n
"
 
in

  
let
 
terzaLinea
 
=
 
sprintf
 
"e %s sulla parete!
\n
"
 
prossimo
 
in

  
primaLinea
 
^
 
secondaLinea
 
^
 
terzaLinea
  
 

let
 
cantaCanzone
 
()
 
=

  
for
 
n
 
=
 
99
 
downto
 
1
 
do

    
print_endline
 
(
verso
 
n
)

  
done
;;
 
 

cantaCanzone
()

```